# Château d'Auerbach
Pour les articles homonymes, voir Auerbach.
Le château d'Auerbach domine le plus grand quartier de la ville de Bensheim qui est située sur la Bergstrasse au sud du land de la Hesse.

## Description
Les ruines du château sont imposantes et donnent une idée de la puissance et de la richesse des seigneurs qui y résidaient. 
À partir de 1780 ce château a été la résidence d'été des princes-landgraves de Hesse-Darmstadt. Les landgraves y ont fait planter beaucoup de plantes exotiques, notamment un séquoia qui est considéré comme l'un des plus âgés sur le continent européen.
Auerbach est mentionné pour la première fois en 784. Depuis 1939, c'est un quartier de Bensheim qui compte environ 9 600 habitants. C'est la station touristique la plus renommée de la Bergstrasse.

## L´histoire du vin
En 1258 il y a un vignoble des comtes des Katzenelnbogen Grafenweinberg.